# Revue internationale d'urbanisme
La Revue internationale d'urbanisme est une revue scientifique dont le premier numéro a été publié en 2015, à la suite de réflexions lancées en 2011. Elle résulte d'une initiative de l'APERAU (Association pour l'enseignement et la recherche en aménagement et urbanisme).

## Historique et objectifs
L'objectif était de pallier le manque d'une revue spécifiquement consacrée à ce champ disciplinaire en français. Son projet éditorial comprend plusieurs aspects, recherche liée à l'urbanisme (organisation, production et développement, gestion des villes et territoires). Ceci conduit notamment à prendre en considération ce qui relève du design (recherche sur ou pour la conception).
Elle adopte un point de vue critique, et non normatif, sur l'urbanisme.
La revue met en avant son ambition d'internationalisation, tout en se réclamant de la francophonie. Dès le premier numéro, les nationalités des auteurs et les terrains d'analyse se veulent variés.
La revue publie des articles validés par les pairs (peer review), ainsi que des recensions d'ouvrages et des articles de blog portant sur des questions d'actualité. Sa politique éditoriale privilégie les numéros thématiques. Son rythme de parution, initialement prévu avec deux numéros par an, a été irrégulier depuis 2020.
La revue est publiée en ligne, et en libre accès.

## Direction et comité éditorial
Elle est dirigée depuis l'origine par Alain Bourdin, professeur émérite à l'école d'urbanisme de Paris. Florence Paulhiac-Scherrer, professeur à l'Université du Québec à Montréal, et Didier Paris, professeur à l'Université, sont respectivement directrice et directeur adjoints. Le comité éditorial se compose en 2023 de onze personnes.

## Référencement
En 2023, la revue a pour numéro  (ISSN 2827-2773). Elle n'est pas encore indexée au DOAJ (démarche en cours). En revanche elle est identifiée dans la base de données Journalbase, qui "offre un service inédit en SHS de recensement des revues et de comparaison de leur référencement dans les bases de données nationales et internationales.".